# Panaxia philippsi
Panaxia philippsi är en fjärilsart som beskrevs av Max Bartel 1906. Panaxia philippsi ingår i släktet Panaxia och familjen björnspinnare. Inga underarter finns listade i Catalogue of Life.